# Cryptanura robusta
Cryptanura robusta là một loài tò vò trong họ Ichneumonidae.